# جنگ‌های میسنه‌ای
جنگ های میسنه‌ای به سلسله جنگ‌هایی می‌گویند که در قرون ۸ و ۷ قبل از میلاد میان اسپارت و میسنیا رخ داد.
- جنگ اول میسنه‌ای
- جنگ دوم میسنه‌ای